# 大庭将
大庭 将（おおば まさる、1958年5月30日 - ）は、日本の歌人。柳原白蓮研究家。左利きの書家。書道の雅号「啓山（けいざん）」「劉將(りゅうしょう)」「正智(しょうち)」
蓮愛好家。

## 来歴・人物
- 福岡県北九州市八幡西区出身。

- 1977年（昭和52年）3月 福岡県立東筑高等学校卒業
- 1981年（昭和56年）3月 新潟大学教育学部特別教科（書道）教員養成課程卒業
- 1982年（昭和57年）3月 新潟大学教育学部教育書道専攻科修了

## 経歴
- 1976年（昭和51年）12月 福岡県立東筑高等学校卒業記念を揮毫。
- 1978年（昭和53年）5月 新潟県展にて新潟大学書道科1年～4年唯一入選（19歳）。
- 1982年（昭和57年）4月 九州共立大学八幡西高等学校常勤講師。
- 1983年（昭和58年）4月 九州共立大学八幡西高等学校教諭。
- 2002年（平成14年）4月 自由ケ丘高等学校教諭（合併による校名変更）。～2019年（平成31年）4月[1]
- 2020年（令和6年）4月～現在　福岡県立東筑高等学校講師

- 日本短歌協会正会員
- ナイル短歌工房同人
- 出版ダイジェスト「墨」ー永遠の恋人 2001年（平成13年）9月23日
- 全国高等学校書道教育研究会 2002年（平成14年）全国大会（栃木大会）研究発表（全国高等学校書道教育研究会主催、文部科学省後援）
- 全国高等学校書道教育研究会 2003年（平成15年）全国大会（福岡大会）研究発表（全国高等学校書道教育研究会主催、文部科学省後援）
- 福岡県精神保健福祉協会会員
- 歌人年鑑2014研究論文掲載「文豪土井晩翠」（Gakken：日本短歌協会編）
- 歌人年鑑2015研究論文掲載「白蓮女史と佐佐木信綱先生」（Gakken：日本短歌協会編）
- 歌人年鑑2016研究論文掲載「数多なる先生に憧れし白蓮女史」（Gakken：日本短歌協会編）

## 指導実績
- 1988年（昭和63年） 文部大臣賞
- 1988年（昭和63年） 宮崎県知事賞
- 1988年（昭和63年） 福岡県教育委員会賞
- 1989年（平成元年） 文部大臣賞
- 1989年（平成元年） 福岡県知事賞
- 1990年（平成2年） 福岡県知事賞
- 1996年（平成8年） 読売学生書展学生大賞
- 1997年（平成9年） 福岡県知事賞
- 1997年（平成9年） 読売学生書展学生大賞
- 1998年（平成10年） 福岡県知事賞
- 2000年（平成12年） 福岡県美術展（書道）「県展」入選
- 2001年（平成13年） 福岡県知事賞
- 2004年（平成16年） アジア高等学校ボウリング選手権日本代表金メダル
- 2005年（平成17年） 福岡県知事賞
- 2005年（平成17年） 国体（岡山）女子2名男子1名
- 2006年（平成18年） アジア高等学校ボウリング選手権日本代表
- 2006年（平成18年） 国体（秋田）男子1名
- 2007年（平成19年） 福岡県知事賞
- 2008年（平成20年） 国体（大分）女子1名
- 2009年（平成21年） 平成22年選抜高等学校野球出場まで指導